# نصب أتاتورك التذكاري
يقع نصب أتاتورك التذكاري(بالتركية: Onur Anıtı)‏، الذي أصبح رمزت للمدينة في حديقة أتاتورك في منطقة سامسون، الكادام. ويرمز هذا النصب الذي نصبه مصطفى كمال لسامسون يرمز إلى الذكرى التي تُعد بداية حرب الاستقلال.
قد وصُي عليه نيابة عن شعب سامسون من طرف كاظم باشا إلى النحات النمساوي هينريش كاريبيل في عام 1927وقد اقيم حفل رسمي لوضع حجر الأساس في القاعدة يوم 19مايو من نفس السنة٬ وقد انتهت بالفعل عملية بناء التمثال الذي بدأ في فيينا من عام 1928، وقد تم نصبه في قاعدة الهيكل في تاريخ 29 أكتوبر 1931. افتتح رسميا النصب التذكاري في تاريخ 15 يناير 1932 وهو النصب الثالث عشر في تاريخ الجمهورية، أما هينريش كاريبيل قد كان يعمل على النصب الرابع الذي في تركيا.
يبلغ ارتفاع التمثال المصنوع من البرونز 475متر(1,558قدم)٬ ارتفاع قاعدة الكتلة الحجرية 410متر(1,350قدم)، أما ارتفاع النصب بأكمله 8,85متر(29,0قدم). يفهم من ذلك أن 37.000دولار من أجل التمثال، بالإضافة إلى ذلك فقد دفُع للنحات هينريش كاريبيل 5.500 دولار.

## فكرة البناء
قد تم طرح فكره تنصيب نصب تذكاري مخصص ل مصطفي كمال في سامسون من قِبل محافظ سامسون كاظم باشا.اما في تاريخ19مايو1927 قد بدأ رسميا عمليه إنشاء النصب في حفل وضع حجر الاساس للقاعدة وقد حضره كاظم باشا. النحات النمساوي هينريش كاريبيل الفائز من قبل بمسابقه افتتاح لإنشاء نصب النصر ٬أنقره وقد اتفق معهم من اجل النصب على 500,79الف دولار(مع معدلات التضخم لعام 2018) . عمل كرايبيل من قبل في تكوين الوجه وقياسات الجسم المنحوت معتمدا على القياسات التي اتخذها مصطفي كمال عندما ذهب للإقامة في انقره وقدأُُنجز في تركيا أيضا أعمال النحت.أما عمليات صب تمثال البرونز فقد بدأت في فيرينجت ميتالويرك في فيينا في عام 1928 وقد انتهت في الحال من 32 قطعه في عام 1931.بعد مرحله الصب تم تفكيك النصب التذكاري من مكان نصبه من اجل التنظيف وعمليات الصقل بعد إكتمال هذه الأعمال وضع في صناديق كل قطعة على حده 
.
```

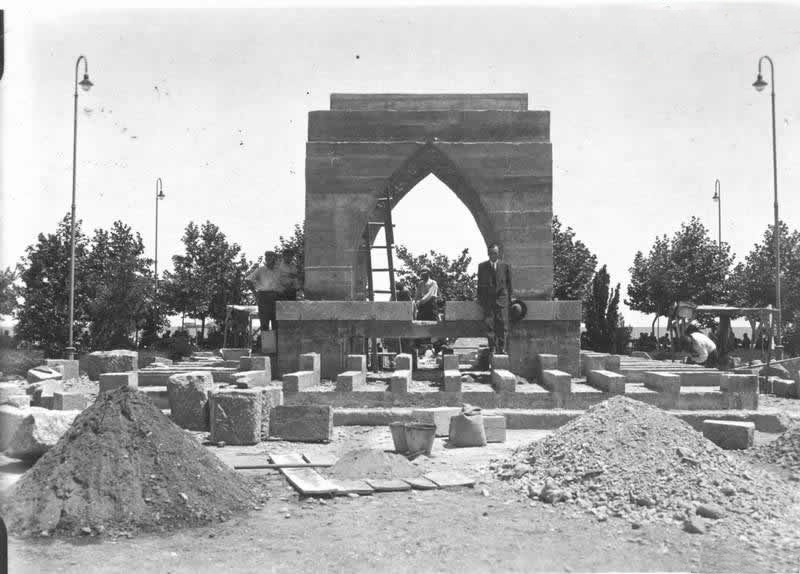
صورة قاعدة النصب التذكاري أُُخذت خلال عملية الإنشاء الذي كان في عام 1931

وصل إلى سامسون في تاريخ 15 أكتوبر اجزاء النصب التذكاري الذي نقل بواسطه سفينه 
نيقية
 تابعه لشركه 
دويتشه ليفانتي ـ ليني من هامبورغ
.
[
7
]
[
8
]
ومع ذلك خلال المرور بالجمارك تم إرفاق التمثال للجمرك الذي طلب رسوم جمركيه 40,000 
ليره تركيه
.
[
9
]
 ولانه ليس من الممكن أن تدفع الضرائب من قبل مؤسسات المقاطعات داخل دائره 
الحكومه التركيه
 وإزاله العجز من جمرك التمثال قد جمع من هذه الميزانية ضريبه ستخلق تاثير سلبي في العام بسبب الميزانية.
[
9
]
 بعد إزاله التمثال من الجمارك بداءت أعمال التركيب إلى القاعده بمساعدة مهندس نمساوي 
[
7
]
 وفي تاريخ 29 أكتوبر 1931 تم تركيب التمثال على المنصة.
[
10
]
```

## حفل الافتتاح
أقيم حفل الافتتاح الرسمي للنصب التذكاري في الذكري السنويه لانتصار معركه اينونو الاولى في تاريخ 10 يناير 1932 يعتقد انه تم تاجيله بسبب التحضيرات التي لم تكتمل بعد.  الحفل المحرز في تاريخ 29 أكتوبر 1931 أو 29 أكتوبر 1932 في بعض المصادر خطأ  وقد أقيم الحفل في حقيقه الامر في تاريخ 15 يناير 1932 في الساعة 14.00. وهو النصب الثالث عشر للتاريخ الجمهوري ٬ اما هنريش كاريبيل قد عمل النصب الرابع الذي في تركيا  وقد شارك في حفل افتتاح النصب التذكاري فرقه موسيقيه حربيه٬ وقاره عسكريه٬ وكالات إنقاذ القانون في المدينة٬ الجمعيات والمؤسسات الرسميه٬ والسياسيون٬ السكان المحليون وأوساط الشعب. أولا بعد ان عزفت الفرقة الموسيقيه نشيد الاستقلال قد قُرأت البرقية التي ارسلها رئيس الجمهورية مصطفي كمال.:

```
" سليم بيه، حاكم سامسون 

شعب سامسون المبجل ٬اصبحت متحسس من برقياتكم التي اظهرت قيمة العواطف

النبيله الموجه لشخصي. واود ان اعرب عن امتناني وتعاطفي وتحياتي"

ـرئيس الجمهورية الغازي مصطفي كمال قد تمت قرأة برقيه رئيس 
الوزراءعصمت باشا
```